# Hu Shi
Hu Shi (ur. 17 grudnia 1891 w Anhui, zm. 24 lutego 1962) – chiński filozof, poeta, pisarz i działacz społeczny.
W latach 1910–1917 kształcił się w Stanach Zjednoczonych, najpierw na Cornell University, gdzie studiował rolnictwo, a potem filozofię, następnie na Columbia University, gdzie jego nauczycielem był John Dewey. Po uzyskaniu doktoratu w 1917, wrócił do Chin i został czołowym działaczem Ruchu Nowej Kultury i Ruchu 4 Maja oraz zwolennikiem tendencji zachodnich w chińskiej kulturze, m.in. redaktorem wpływowego magazynu Xin Qingnian. Liberał, stanowczo sprzeciwiał się silnym w Ruchu 4 Maja tendencjom komunistycznym i anarchistycznym, mówiąc o „niewolnikach Marksa i Kropotkina”, nieróżniących się od „niewolników Konfucjusza i Zhu Xi”. Jako filozof był zwolennikiem pragmatyzmu. W latach 20. i 30. poświęcił się pracy naukowej nad chińską historią i kulturą oraz jej relacji do współczesności. W trakcie tych badań wykazał m.in. autorstwo Cao Xueqina klasycznej powieści Sen czerwonego pawilonu.
Jako pisarz i poeta był zdecydowanym zwolennikiem tworzenia literatury w języku potocznym (baihua), ideę tę propagował w licznych esejach i artykułach. Twierdził, że formy klasycznych wierszy chińskich, pisanych w wenyan zużyły się i uległy petryfikacji; konieczne jest stworzenie nowych form rytmicznych i rymowanych dla nowej poezji. Publikując w 1920 zbiór Changshi ji (Eksperymenty) stał się pierwszym poetą chińskim tworzącym w nowym chińskim języku potocznym. Jego idee te wcielali w życie poeci stowarzyszeni w założonym przez niego i Xu Zhimo w 1923 Xinyue She (Stowarzyszeniu Nowiu).
W latach 1938–1942 był ambasadorem Chin w USA. Po zwycięstwie komunistów w 1949 roku uciekł do Ameryki, skąd w 1958 wyjechał na Tajwan, gdzie objął funkcję prezesa Academia Sinica. W ChRL jego prace z powodów politycznych przez wiele lat znajdowały się na indeksie. W 1955 Mao Zedong rozpętał nagonkę na pisarza, której efektem były setki artykułów, zebranych potem w ośmiotomowym Zbiorze esejów krytykujących Hu Shi (1955). Nastawienie to zmieniło się dopiero po opublikowaniu w 1986 poświęconego mu artykułu autorstwa Ji Xianlina.

## Wybrane publikacje[1]
1. Zhongguo zhexue shi dagang (Zarys historii filozofii chińskiej)
2. Baihua wenxue shi (Historia literatury w języku potocznym)
3. The Development of the Logical Method in Ancient China (napisana po angielsku)